# A Lesson in Crime
A Lesson in Crime es el primer EP de la banda canadiense Tokyo Police Club, grabado en los estudios BBC de Inglaterra, con influencias directas de The Beatles y Oasis, desde las guitarras desgarradoras que abren en "Be Good" y el retumbar del bajo en "Nature of the Experiment" y la apropiación de los tonos vocales de Julian Casablancas de The Strokes. Alcanzó el número 194 en las listas canadienses.

## Lista de canciones
| N.º | Título                                                                    | Duración |  |
| 1.  | «Cheer It On»                                                             | 2:01     |  |
| 2.  | «Nature of the Experiment»                                                | 2:02     |  |
| 3.  | «Citizens of Tomorrow»                                                    | 2:46     |  |
| 4.  | «Shoulders & Arms»                                                        | 2:39     |  |
| 5.  | «If It Works»                                                             | 2:05     |  |
| 6.  | «Cut Cut Paste» (Bonus track de la edición CD de Reino Unido UK y vinilo) | 1:45     |  |
| 7.  | «Be Good»                                                                 | 2:05     |  |
| 8.  | «La Ferrassie»                                                            | 2:51     |  |

- Datos: Q4657679